# Calle Houston (línea de la Séptima Avenida–Broadway)
La Calle Houston es una estación en la línea de la Séptima Avenida-Broadway del Metro de Nueva York de la A del Interborough Rapid Transit Company. La estación se encuentra localizada en Manhattan entre la Calle Houston y la Séptima Avenida. La estación es servida las 24 horas por los trenes del Servicio  y durante las madrugadas por el Servicio .
La estación fue renovada en 1994. El mural creado en 1994 empotrado en la cerámica dice Platform Diving por Deborah Brown; e interpreta la pregunta "What kind of subway would sea creatures use?" (¿qué tipo de metro una criatura marina usaría?).